# Östhammars Bryggeri
Östhammars Bryggeri var ett bryggeri i Östhammar i Uppland som startades 1897, och senare gick upp i Upsala Bayerska Bryggeri AB i Uppsala.